# Oekraïners
De Oekraïners (Oekraïens: українці, oekrajintsi) zijn een Oost-Slavisch volk. Ze wonen vooral in Oekraïne, waar ze de meerderheid van de bevolking (±37 miljoen) vormen, maar ook in andere landen van de voormalige Sovjet-Unie, zoals in Rusland (±3,3 miljoen) en Kazachstan (338 duizend). Daarnaast zijn veel Oekraïners geëmigreerd, waaronder naar de Verenigde Staten (1,5 miljoen) en Canada (1 miljoen).

## Subgroepen
Binnen het Oekraïense volk worden nog de volgende subgroepen onderscheiden:
- Roethenen, die zich binnen Oekraïne niet als een apart volk beschouwen. Buiten Oekraïne wonen kleine groepen Roethenen (in Polen, Tsjechië, Slowakije, Roemenië, Servië en Kroatië) die zich wel als een apart volk beschouwen.
  - Bojken, een groep verwant aan de Roethenen en ook vaak als een onderdeel van de Roethenen gezien
- Hoetsoelen, een bevolkingsgroep in de westelijke Beskiden
- Lemken, een bevolkingsgroep in het zuidoosten van Polen
- Haholen, Oekraïenstaligen in de Donau-delta in Roemenië

## Verspreiding

#### Voormalige Sovjet-Unie

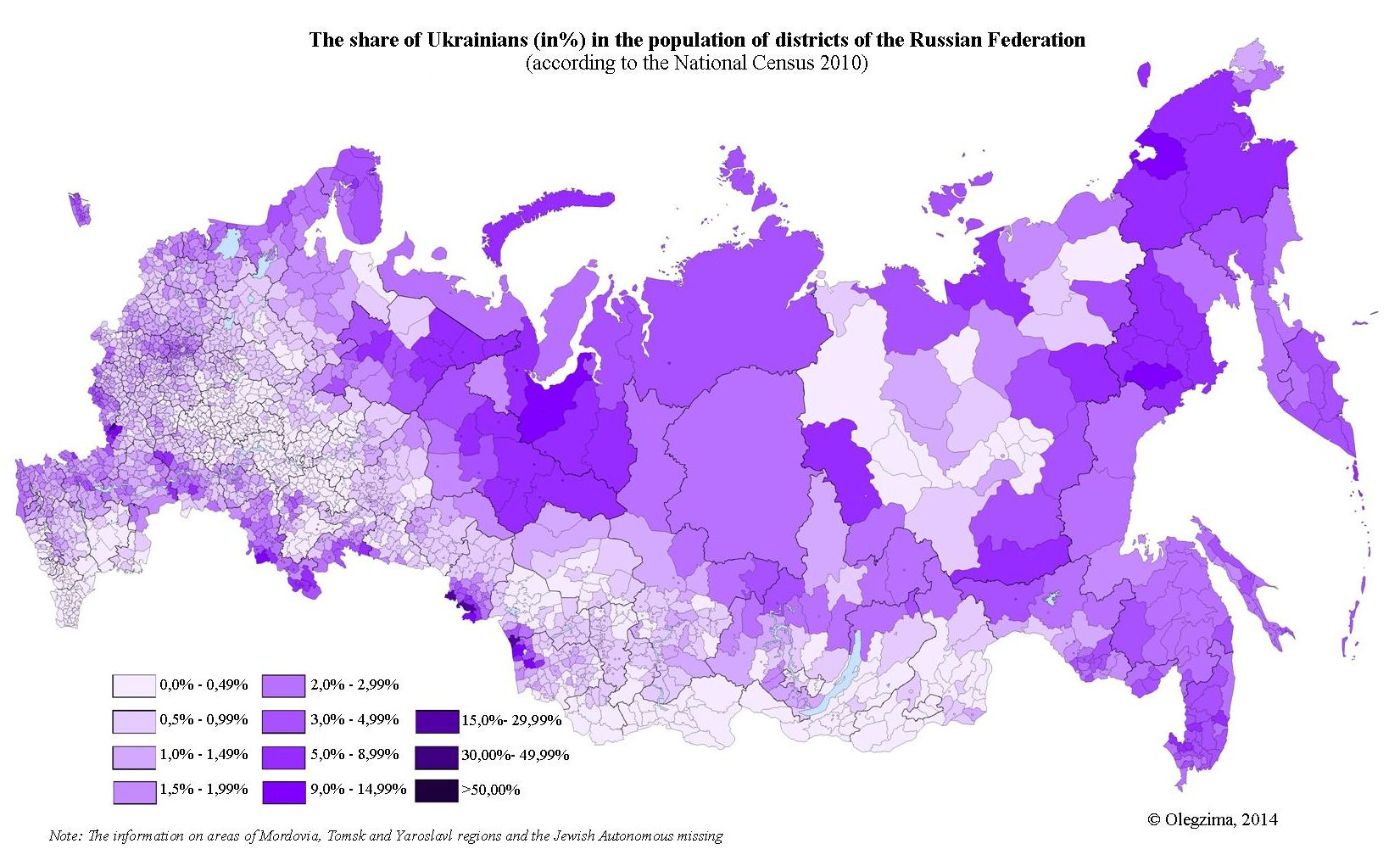
Verspreiding van de Oekraïners in Rusland volgens de Russische volkstelling (2010)

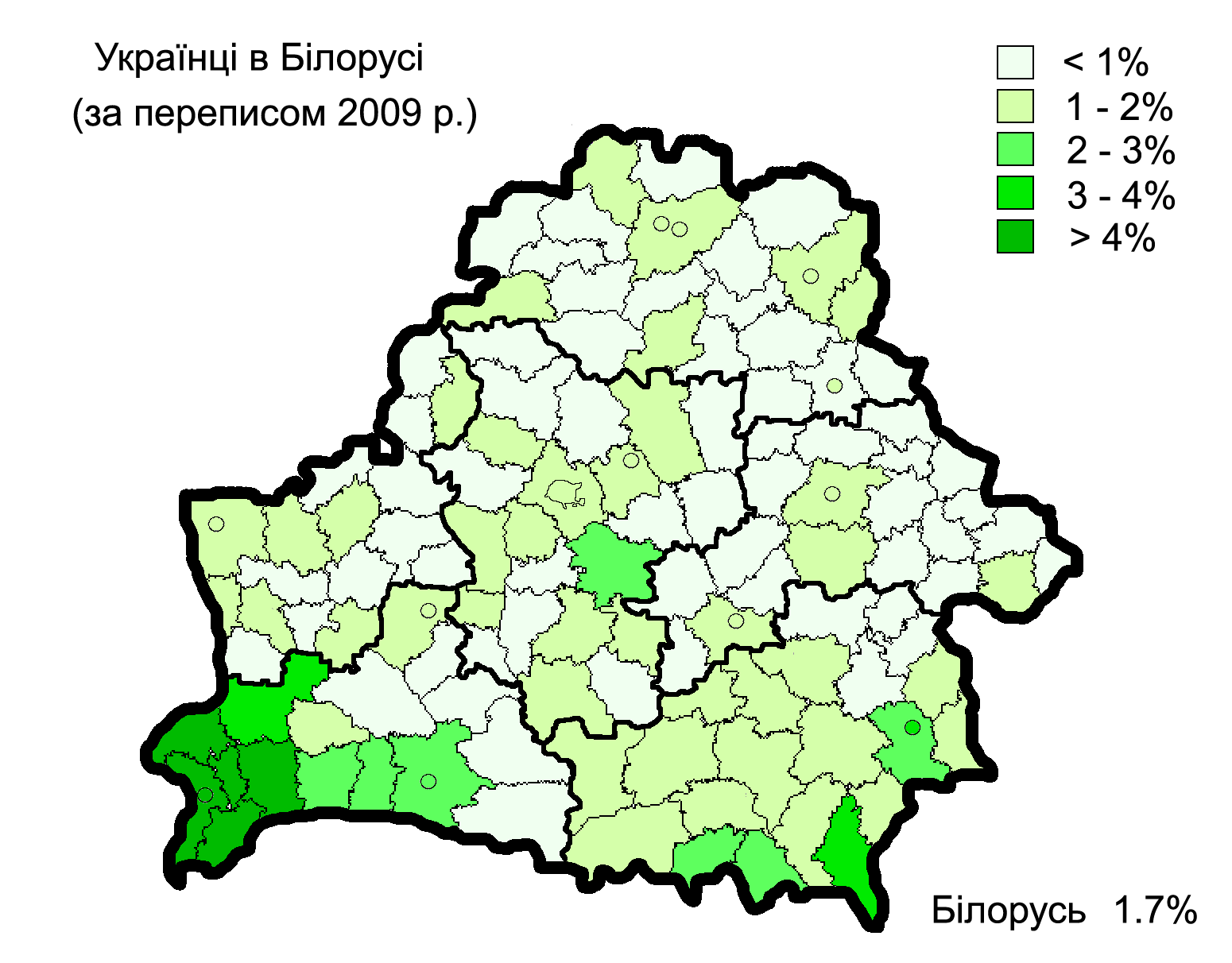
Verspreiding van de Oekraïners in Wit-Rusland

De meeste etnische Oekraïners wonen in Oekraïne, waar ze met ruim 37 miljoen personen meer dan driekwart van de bevolking uitmaken. De grootste populatie Oekraïners buiten Oekraïne woont in Rusland, waar ongeveer 1,9 miljoen Russische burgers zich Oekraïens noemen, terwijl miljoenen anderen (voornamelijk in de Kaukasus en Siberië) een Oekraïense afkomst hebben. Ongeveer 800.000 Oekraïners wonen in het Russische Verre Oosten in een gebied dat van oudsher bekend staat als "Groen Oekraïne". In de Wit-Russische telling van 2009 werden 158.723 Oekraïners geteld, waarvan slechts 29% de Oekraïense taal als moedertaal sprak.
Transnistrië registreerde 160.069 Oekraïners in de telling van 2004, waarmee zij 28,8% van de bevolking vormden.
In de Baltische staten leven ook Oekraïners, met name in Letland (±55.000 personen, oftewel 2,2%). In Estland en Litouwen werden 22.368  (1,7%) respectievelijk 16.423 Oekraïners (0,5%) geregistreerd.
In het einde van de negentiende eeuw emigreerden tienduizenden Oekraïense boeren vrijwillig naar Kazachstan, vanwege beschikbaarheid van grote stukken land. Vanwege de collectivisatie in de Sovjet-Unie werden vanaf 1930 Oekraïense koelakken echter onder dwang naar Kazachstan, Oezbekistan en Kirgizië gedeporteerd. Daar wonen anno 2020 nog honderdduizenden nakomelingen van Oekraïners, die in sterke mate zijn geassimileerd in de Russische minderheid aldaar.

#### Europese Unie
Het aantal Oekraïners in Polen bedroeg volgens de volkstelling van 2011 ongeveer 51.000 mensen, een verdubbeling vergeleken met de volkstelling van 2002. Sinds de Oorlog in Oost-Oekraïne in 2014 heeft het land echter een grote toename van immigratie uit Oekraïne meegemaakt. Meer recente gegevens schatten het aantal Oekraïense werknemers op 1,2 miljoen in 2016. Een deel van de Lemken beschouwt zich als etnische Oekraïners.
In Tsjechië wonen meer dan 130.000 Oekraïners, hetgeen ruim 30% van het aantal buitenlanders in dat land is.

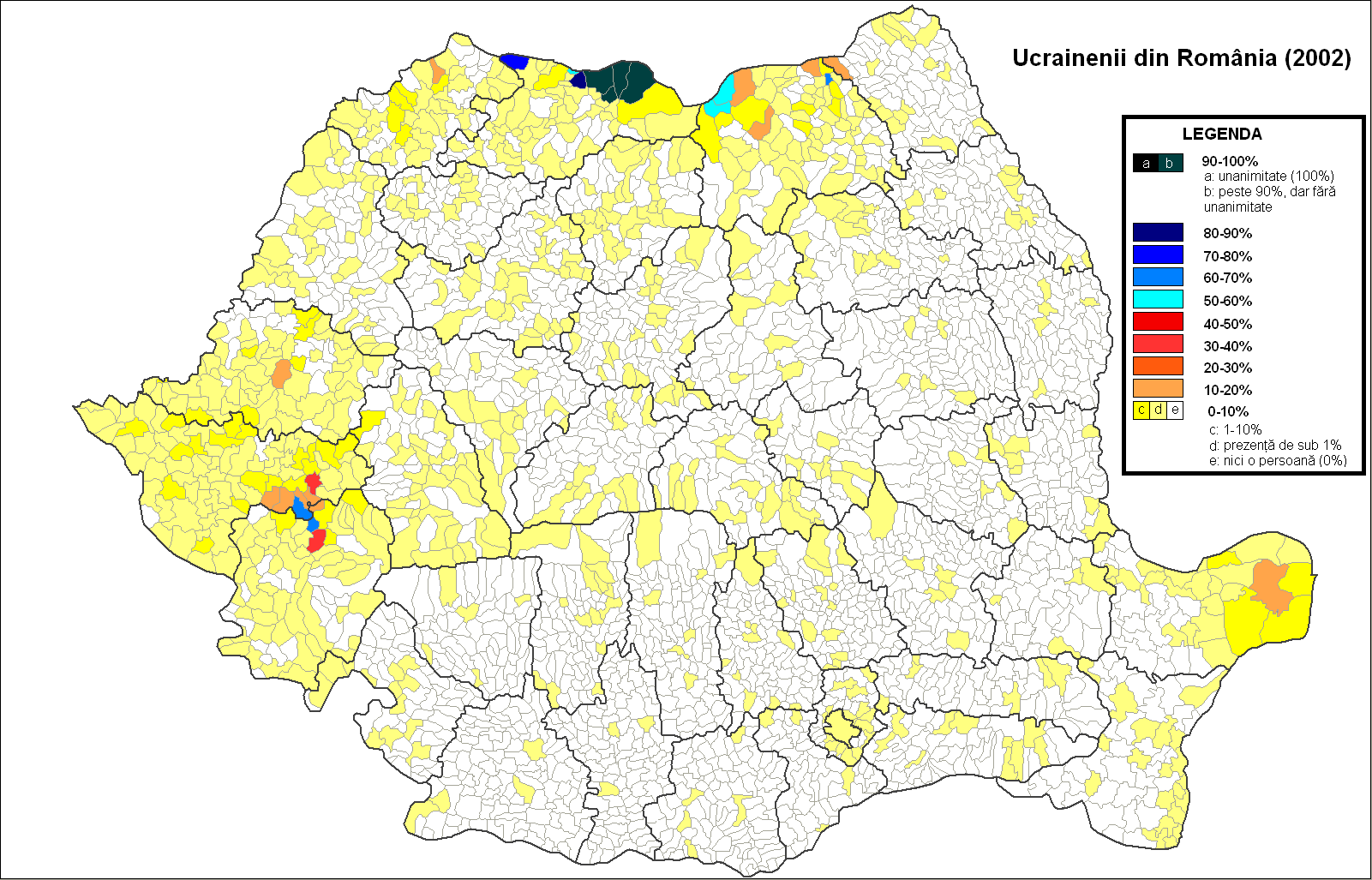
Oekraïners in Roemenië volgens de volkstelling van 2011

In Roemenië wonen 51.703 Oekraïners volgens de volkstelling van 2011 (0,3% van de bevolking). Ze vormen in 12 gemeenten echter een meerderheid van de bevolking: Bistra, Bocicoiu Mare, Poienile de sub Munte, Remeți, Repedea, Rona de Sus, Ruscova, Bălcăuți, Izvoarele Sucevei, Ulma, Știuca en Copăcele.
In Zuid-Europa wonen grote aantallen Oekraïners in Italië (±380.000), Spanje (±100.000), Portugal (±40.000) en Griekenland (±32.000). Waarschijnlijk liggen deze aantallen hoger, aangezien een groot deel illegaal in deze landen woont. De meeste van hen werken in laaggeschoolde en laagbetaalde banen, met name op het gebied van schoonmaakdiensten, bouw, industrie, transportdiensten, hotels en restaurants.
In West-Europa wonen de grootste groepen in Duitsland (±272.000), Frankrijk en het Verenigd Koninkrijk. In Nederland wonen (±114.000) Oekraïners (zie: Oekraïners in Nederland).

#### Midden-Oosten
Na de val van het communisme in Oost-Europa emigreerden duizenden Oekraïense Joden naar Israël. Ongeveer 26% van de nieuwe Joodse immigranten (olim) naar Israël was in 2016 afkomstig uit Oekraïne. Circa 500.000 van de 8,7 miljoen Israëliërs hebben Oekraïense roots.

#### Noord- en Zuid-Amerika

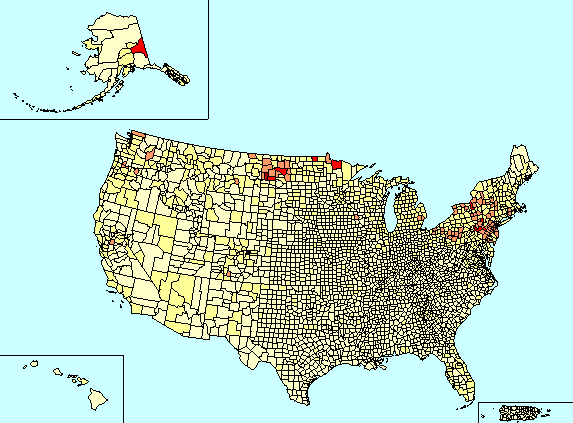
Bevolking van Oekraïense afkomst in de Verenigde Staten (2000 Census)

Volgens schattingen wonen er ongeveer 2,4 miljoen Oekraïners in Noord-Amerika (waarvan 1.359.655 in Canada en 1.028.492 in de Verenigde Staten). Relatief gezien wonen de meeste Oekraïners in Canada in de steden Saskatoon (16,5%), Winnipeg (15,2%), Regina (13,2%) en Edmonton (11,4%). De meeste Oekraïners in de Verenigde Staten wonen in de staten New York (ca. 149.000 personen), Pennsylvania (ca. 122.000), Californië (ca. 83.000) en New Jersey (ca. 74.000).
In Brazilië wonen ook grote aantallen Oekraïners (600.000), gevolgd door Argentinië (305.000), Paraguay (±40.000) en Uruguay (±15.000).

## Bekende Oekraïners
- Vladimir Horowitz -  Oekraïens-Amerikaanse pianist (18 september 1903 - 5 november 1989)
- Golda Meïr - staatsvrouw, minister-president van Israël (3 mei 1898 – 8 december 1978)
- Ruslana Lyzjytsjko - Oekraïense zangeres (24 mei 1973)
- Andrij Sjevtsjenko - Oekraïense voetballer (29 september 1976)
- Victoria Koblenko - Nederlandse actrice (19 december 1980)
- Mila Kunis - Amerikaanse actrice (14 augustus 1983)
- Vitali Klytsjko - meervoudig wereldkampioen zwaargewicht boksen en burgemeester van Kiev (19 juli 1971)